# Revaz Mindorasjvili
Revaz Mindorasjvili (georgiska: რევაზ მინდორაშვილი), född den 1 juli 1976 i Gurdzjaani i Georgiska SSR i Sovjetunionen (nu republiken Georgien), är en georgisk brottare som tog OS-guld i mellanviktsbrottning i fristilsklassen 2008 i Peking.